# I liga polska w rugby (1973/1974)
I liga polska w rugby (1973/1974) – osiemnasty sezon najwyższej klasy ligowych rozgrywek klubowych rugby union w Polsce. Tytuł mistrza Polski zdobyła Polonia Poznań, drugie miejsce drużyna AZS AWF Warszawa, a trzecie Lechia Gdańsk.

## Uczestnicy rozgrywek
W rozgrywkach I ligi uczestniczyły w tym sezonie cztery najlepsze drużyny poprzedniego sezonu: AZS AWF Warszawa, Lechia Gdańsk, Polonia Poznań i Skra Warszawa, oraz dwie drużyny, które awansowały z II ligi: Posnania Poznań i Czarni Bytom.

## Przebieg rozgrywek
Rozgrywki toczyły się w systemie jesień–wiosna, każdy z każdym, w każdej rundzie mecz i rewanż. Dwie najsłabsze drużyny miały w kolejnym sezonie spaść do II ligi.
Wyniki spotkań:
|                  | AZS AWF Warszawa | AZS AWF Warszawa | Lechia Gdańsk | Lechia Gdańsk | Polonia Poznań | Polonia Poznań | Skra Warszawa | Skra Warszawa | Posnania Poznań | Posnania Poznań | Czarni Bytom | Czarni Bytom |
| AZS AWF Warszawa | –                | –                | 7:6           | 32:6          | 22:6           | 20:3           | 23:3          | 22:3          | 20:12           | 52:6            | 30:0         | 82:9         |
| Lechia Gdańsk    | 12:6             | 15:13            | –             | –             | 12:23          | 18:6           | 12:3          | 4:13          | 9:6             | 16:13           | 36:3         | 9:0 (wo)     |
| Polonia Poznań   | 0:0              | 10:4             | 8:7           | 19:9          | –              | –              | 9:6           | 13:3          | 23:6            | 19:9            | 22:6         | 44:0         |
| Skra Warszawa    | 0:27             | 6:14             | 6:6           | 4:0           | 6:8            | 3:10           | –             | –             | 42:0            | 22:4            | 42:4         | 9:0 (wo)     |
| Posnania Poznań  | 19:17            | 0:3              | 15:15         | 9:18          | 3:12           | 7:9            | 8:10          | 7:3           | –               | –               | 23:6         | 37:4         |
| Czarni Bytom     | 12:20            | 3:4              | 9:4           | 9:9           | 6:22           | 6:19           | 12:13         | 6:13          | 12:7            | 9:0 (wo)        | –            | –            |

Tabela końcowa (na czerwono wiersze z drużynami, które spadały do II ligi):
| Pozycja | Drużyna          | Punkty razem | Bilans punktów |
| ------- | ---------------- | ------------ | -------------- |
| 1       | Polonia Poznań   | 53           | 285:153        |
| 2       | AZS AWF Warszawa | 51           | 418:130        |
| 3       | Lechia Gdańsk    | 42           | 223:191        |
| 4       | Skra Warszawa    | 39           | 210:189        |
| 5       | Posnania Poznań  | 26           | 200:313        |
| 6       | Czarni Bytom     | 23           | 105:454        |

## II liga
Równolegle z rozgrywkami I ligi 5 drużyn rywalizowało w II lidze. W porównaniu z poprzednim sezonem zabrakło Orła Warszawa, gdzie rozwiązano sekcję rugby; jego miejsce początkowo zajęła druga drużyna Lechii Gdańsk, jednak rozegrała tylko rundę jesienną i wycofała się z rozgrywek. Rozgrywki toczyły się w systemie jesień–wiosna, każdy z każdym, dwukrotnie mecz i rewanż. Dwie najlepsze drużyny miały w kolejnym sezonie awansować do I ligi.
Końcowa klasyfikacja II ligi (na zielono wiersze z drużynami, które awansowały do I ligi):
| Pozycja | Drużyna                  |
| ------- | ------------------------ |
| 1       | Budowlani Łódź           |
| 2       | Mazovia Mińsk Mazowiecki |
| 3       | Bałtyk Gdynia            |
| 4       | Orkan Sochaczew          |
| 5       | Ogniwo Sopot             |

## Inne rozgrywki
W tym sezonie zainaugurowano rozgrywki o Puchar Polski, w których spotkały się wszystkie drużyny I i II ligi. W ich finale Posnania Poznań pokonała Skrę Warszawa 15:12. W mistrzostwach Polski juniorów zwycięstwo odniosła drużyna Budowlani Łódź. 